# ملاذ سنكل سوان للحيوانات البرية
ملاذ سنكل سوان للحيوانات البرية هي منطقة محمية تقع في منطقة أوروميا في إثيوبيا، وهي مخصصة لحماية حيوانات ظباء سوين، وهو نوع من الظباء المهددة بالانقراض تبلغ مساحة محمية ملاذ سنكل سوان للحيوانات البرية 54 كيلومترًا مربعًا، وتقع على بعد نحو 10 كيلومترات جنوب طريق ششمين - أربا مينش بالقرب من بلدة آجي.

## الحياة البرية

### الحيوانات
يوفر ملاذ سنكل سوان للحيوانات البرية منطقة محمية لأحد الأنواع الفرعية المتوطنة في إثيوبيا، وهو ظبي سواين الذي تضم المحمية منه حاليا 500 فرد يتجولون عبر الأراضي العشبية. كما تتجول في منطقة ملاذ سنكل سوان للحيوانات البرية أنواعًا أخرى من الظباء مثل ظبي القصب بوهور والمرامري الأكبر والظبي الأوريبي إلى جانب أنواع أخرى من الثدييات مثل الخنزير الثؤلولي الشائع، كما يُلاحظ وجود حيوانات القنفذ المتوج، وآكل النمل، والأرنب الحبشي في المنطقة حيث تعايش جميعها معًا.

## الحفاظ على البيئة
على الرغم من أن ملاذ سنكل سوان للحيوانات البرية قد خُصص لحماية أكبر تجمع لظباء سواين، وهو حيوان ثديي متوطن في إثيوبيا، إلا أن أعداد هذا الحيوان، والتي كانت تبلغ نحو 3000 فرد، قد تقلصت في الوقت الراهن إلى بضع مئات فقط بسبب ممارسات الصيد الجائر. ومع ذلك، ووفقًا للكاتب السياحي فيليب بريغز، فإن صغر حجم المحمية وتضاريسها المفتوحة تجعلها المكان الوحيد في إثيوبيا الذي يُمكنك أن تضمن فيه مشاهدة ظباء سواين عمليًا في الطبيعة. كذلك يُعد زحف النباتات الخشبية عاملًا إضافيًا يؤدي إلى إحداث تغيرات في موائل الحيوانات، فعلى مدار 30 عامًا، انخفضت مساحة المحمية المغطاة بالأراضي العشبية بنسبة 9.8%، بينما ازدادت المساحة الإجمالية المغطاة بالأدغال بنسبة 21.4%.